# 793年
| 千纪： | 1千纪                                                                                           |
| 世纪： | 7世纪 \| 8世纪 \| 9世纪                                                                         |
| 年代： | 760年代 \| 770年代 \| 780年代 \| 790年代 \| 800年代 \| 810年代 \| 820年代                       |
| 年份： | 788年 \| 789年 \| 790年 \| 791年 \| 792年 \| 793年 \| 794年 \| 795年 \| 796年 \| 797年 \| 798年 |
| 纪年： | 癸酉年（鸡年）；唐貞元九年；南诏上元十年；日本延曆十二年；渤海国大興五十六年                    |

## 大事记
- 南詔王異牟尋在清平官鄭回的推動下，透過唐朝劍南西川節度使韋皋歸附唐朝。
- 宣武兵馬使李萬榮逐節度使劉士寧。
- 唐朝從吐蕃收複鹽州、夏州等州縣。

## 出生
- 李代宗儿，唐朝公主
- 惠昭太子李宁，唐朝太子
- 魏谟，唐朝大臣
- 周墀，唐朝大臣
- 佐味親王，日本贵族

## 逝世
- 柳鎮 (唐朝)，唐朝大臣
- 梁肅 (唐朝)，唐朝大臣
- 李晟 (唐朝)，唐朝名将
- 李元谅，唐朝将领
- 竹俊臣，唐朝将领
- 大钦茂，渤海国王
- 大元義，渤海国王
- 貞孝公主，渤海公主